# Botew Plowdiw
Der PFK (Profesionalen futbolen klub) Botew Plowdiw (bulgarisch: ПФК Ботев Пловдив) ist ein professioneller Fußballverein aus Plowdiw, Bulgarien. Erzrivale ist Lokomotive Plowdiw, gegen den das Plowdiw-Derby ausgetragen wird.

## Gründungsphase
Der älteste Verein Bulgariens wurde am 12. März 1912 von Eliteschülern als SK Botew Plowdiw gegründet und nach Christo Botew, einem bulgarischen Revolutionär des 19. Jahrhunderts, benannt. In den Anfangsjahren trainierte der Verein auf einer Wiese hinter dem Hügel der Befreier und spielte auf einem Übungsfeld des 21. Infanterieregiments.
Im Jahr 1917 gab sich der Verein seine erste offizielle Satzung. Für die Herkunft der im selben Jahr eingeführten gelb-schwarzen Vereinsfarben gibt es zwei Theorien. Die erste besagt, dass die Farben die Zusammenkunft der gelb gekleideten katholischen Collegestudenten und der schwarz gekleideten orthodoxen Schüler darstellt. In der anderen Version wird erklärt, dass die Vereinsstruktur komplett von den damals populären österreichischen Vereinen übernommen wurde und die Farben für die Flagge Österreich-Ungarns (ebenfalls gelb-schwarz) stehen. Das erste Vereinslogo war eine Kopie des Wappens des österreichischen Klubs SK Rapid Wien.
Nachdem der Verein 1923 die Plowdiwer Liga mitbegründet hatte, trat er ein Jahr später dem Trakia-Sportverband bei. Nachdem kurz darauf eine landesweite Liga installiert worden war, nahm auch Botew teil und gewann im Jahr 1929 mit 1:0 im Finale gegen Lewski Sofia die erste Meisterschaft. Teile dieser Mannschaft waren der Kapitän und spätere Trainer Nikola Schterew-Starika sowie Stantscho Prodanow-Sigoto und Wangel Kaundjiew-Tschengela. Der Erfolg konnte jedoch in den darauffolgenden Jahren nicht wiederholt werden und Botew kam über das Halbfinale der Meisterschaftsrunde bis zum Ende des Zweiten Weltkriegs nicht hinaus.

## Entwicklungen nach dem Zweiten Weltkrieg
Nachdem der Verein 1946 mit Schipka Plowdiw zu OSK Botew Plowdiw und 1947 weiter mit Stefan Kiradgije zu dem Armeeklub ASK Botew Plowdiw fusioniert hatte, wurde im Vorfeld der zur Saison 1948/49 neu gegründeten republikanischen Liga ein weiterer Zusammenschluss von Verbandsseite angeordnet. Da ZSKA Sofia die Qualifikation zu der neuen Meisterschaft sportlich verfehlte und Botew diese gelang, wurde eine Fusion der beiden Armeevereine durchgeführt, mit dem Ziel, ZSKA in die erste Liga zu befördern. Botew hingegen sollte unter dem neuen Namen DNA Plowdiw einen eigenständigen Weg in die Eliteliga suchen, was dann zur Saison 1951 auch gelang.
Nach Beendigung der Saison 1953 musste der Verein aus der ersten Liga absteigen. Ihm gelang jedoch der unmittelbare Aufstieg und vor Beginn der Saison im Jahr 1955 benannte sich der Verein in SKNA Plowdiw um. Diese Umbenennung wurde nur ein Jahr später wieder rückgängig gemacht und der Verein konnte mit einem sehr guten dritten Platz die Spielzeit beenden.

## Hochphase in den 1960er-Jahren
In den 1960er-Jahren erlebte die Mannschaft eine Blütezeit, die mit dem dritten Platz zum Abschluss der Saison 1960/61 eingeleitet wurde. In der darauffolgenden Spielzeit gewann der Verein neben einem vierten Platz in der Meisterschaft durch einen 3:0-Sieg gegen Dunaw Russe erstmals einen Pokalwettbewerb, den Sowjetarmee-Pokal. Dies berechtigte zum ersten Auftritt in einem europäischen Wettbewerb. Im Europapokal der Pokalsieger schieden sie nach Siegen gegen Steaua Bukarest und den Shamrock Rovers im Viertelfinale gegen Atlético Madrid aus. In der gleichen Saison 1962/63 wurde der Verein Vizemeister hinter dem Lokalrivalen Spartak Plowdiw.
Nach weiteren eher mittelmäßigen Leistungen gewann der Verein überraschend 1967 seine zweite Meisterschaft in der Geschichte und zog erstmals in den Europapokal der Landesmeister ein. In diesem trat man dann nach der Fusion mit DFS Spartak Plowdiw und Akademik Plowdiw als AFD Trakia Plovdiv auf und war bereits in der ersten Runde gegen Rapid Bukarest unterlegen, als man knapp in der Verlängerung verlor.

## Entwicklung zwischen 1970 und 1990
In den 1970er-Jahren hielt sich Trakia zumeist im Mittelfeld der Tabelle auf und konnte sich 1970, 1971 und 1978 für den Messe- bzw. den UEFA-Pokal qualifizieren, in deren ersten Runde der Verein aber jeweils ausschied.
In der ersten Saison der 1980er-Jahre konnte Trakia sowohl den dritten Platz erreichen als auch den zweiten Sowjetarmee-Pokal gewinnen, durch den man erneut im Europapokal der Pokalsieger antreten durfte, dort direkt dem FC Barcelona gegenüberstand und verlor.
Die Saison 1984/85 gestaltete sich turbulent. Zunächst durfte Trakia erneut im Pokalsiegerwettbewerb antreten, da Lewski Sofia als ursprünglicher Pokalsieger zusätzlich die Meisterschaft gewann, in den europäischen Landesmeisterwettbewerb einzog und den Platz für Trakia freimachte. Trakia schied dabei nach einer Serie von Erstrundenniederlagen zuvor hier im Achtelfinale, der zweiten Runde, gegen den FC Bayern München aus. Aufgrund des Skandalspiels zwischen Lewski und ZSKA Sofia wurde Trakia dann als Drittplatzierter am Ende der Saison zum Meister gekürt. Obwohl die Meisterschaft 1990 wieder aberkannt wurde, zog Trakia zum zweiten Mal in den Europapokal der Landesmeister ein. Dort verlor der Verein in der ersten Runde gegen den IFK Göteborg.
Der Verein, mittlerweile in FK Trakia Plowdiw umbenannt, etablierte sich direkt hinter den beiden unumstritten besten Mannschaften Bulgariens Lewski und ZSKA Sofia in den Jahren 1986 bis 1988 auf dem dritten Platz.
Im Jahr 1989 gab der Verein dann wieder die Trakia-Bezeichnung auf und nannte sich fortan FK Botew Plowdiw (und später: PFK Botew Plowdiw).

## Entwicklungen seit den 1990er-Jahren
Nach Jahren im oberen Mittelfeld konnte sich Botew 1992 und 1993 wieder für den UEFA-Pokal qualifizieren, schied jedoch erneut jeweils in der ersten Runde aus.
Seit 1995 mit dem zehnten Platz in der Abschlusstabelle und spätestens ab 1997 mit stetig wachsenden finanziellen Schwierigkeiten, setzte ein Niedergang ein und in einer turbulenten Saison 2000/01 mit zwölf aufeinanderfolgenden Niederlagen und vierzehn entlassenen Spielern stieg der Verein erstmals nach 1953 wieder in die zweite Liga ab, wobei zahlreiche Fan-Ausschreitungen diesen Weg begleiteten.
Auch während der Saison des Wiederaufstiegs 2002 kehrte keine Ruhe in den Verein ein und mehrere Geldstrafen aufgrund von Vandalismus wurden gegen Botew ausgesprochen. Die Entwicklung fand einen negativen Höhepunkt im Februar des Jahres, als ein Reporter aufgrund seiner kritischen Berichterstattungen von einem Anhänger zusammengeschlagen wurde, was zur Folge hatte, dass die Popularität des Vereins an einem Tiefpunkt angelangte. Nur etwa einen Monat später wurde sogar Präsident Christolow Opfer von Handgreiflichkeiten. Am letzten Spieltag musste die Partie aufgrund von erneuten Ausschreitungen zwölf Minuten lang unterbrochen werden. Dazu wurden 56 Botew-Anhänger verhaftet, neun Personen verletzt und 16 Autos beschädigt.
In der Saison 2002/03 setzte sich das Chaos fort. Im Spiel gegen PFC Naftex Burgas stürmte ein Anhänger das Spielfeld und griff den Schiedsrichter an, in der Partie gegen Lewski Sofia wurde der gegnerische Spieler Stanislaw Angelow von einem Stein getroffen. In der Partie gegen den Lokalrivalen Lokomotive Plowdiw kam es in mehreren Straßen zu halbstündigen Kämpfen zwischen beiden Seiten. Der Verein wurde mit Strafen in Form von Platzsperren bedacht. Am Ende konnte sich der Verein knapp in der ersten Liga sportlich retten.
Nur eine Spielzeit später musste der Verein jedoch zum zweiten Mal in seiner neueren Geschichte in die zweite Liga absteigen. Es gelang jedoch auch in der zweiten Zweitligasaison der Wiederaufstieg, so dass der Verein ab der Saison 2005/06 wieder in der A Grupa spielte.
Am 24. Februar 2010 wurde Botew aufgrund finanzieller Schwierigkeiten aus der Liga ausgeschlossen. Alle Rückrundenspiele wurden mit 3:0 für den Gegner gewertet.

## Der Neubeginn (2010 bis heute)

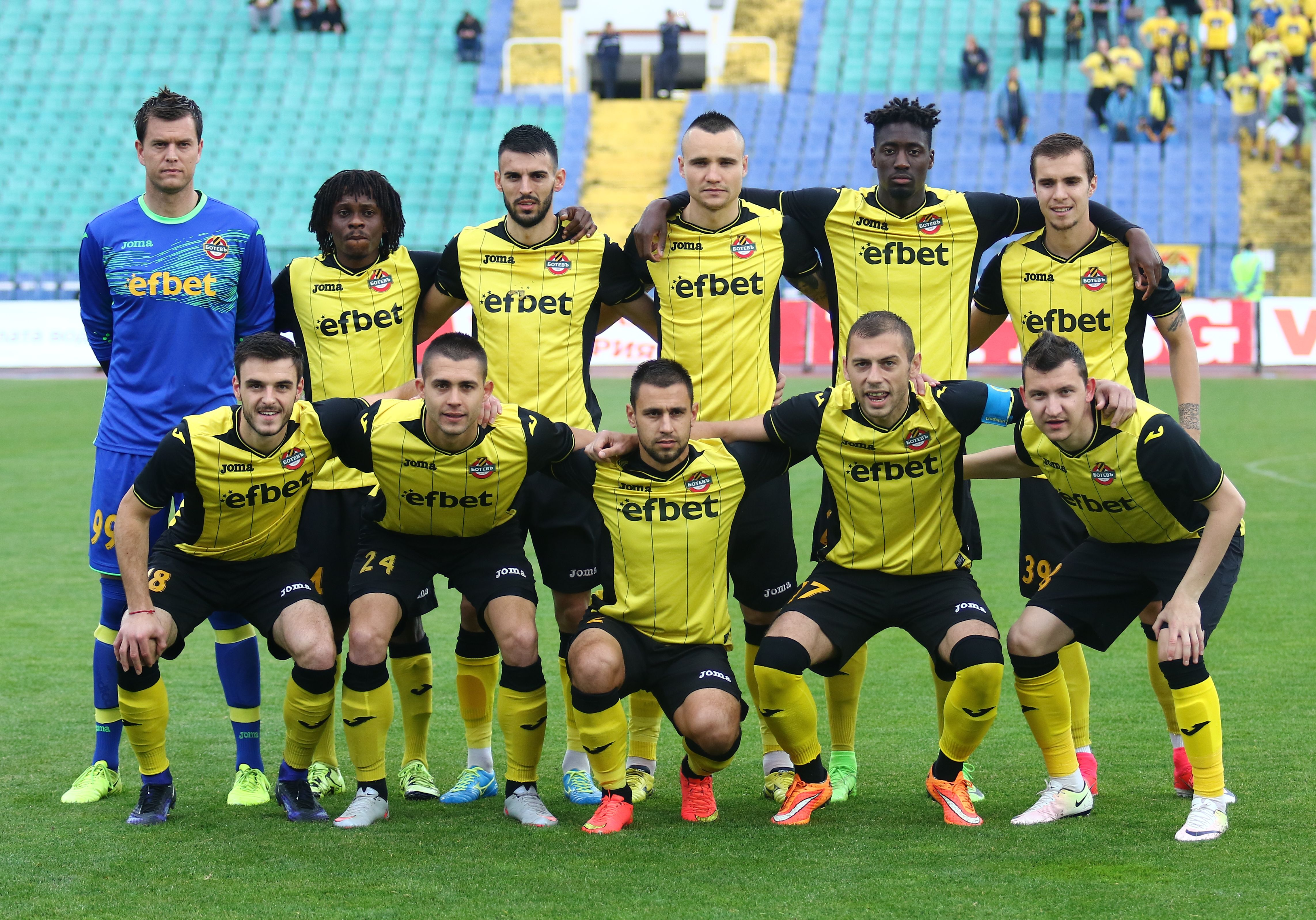
Botev-Mannschaft 2017

Nach dem finanziellen Kollaps startete der Verein in der Saison 2010/11 mit neuer Organisationsstruktur und erstligaerfahrenen Spielern in der dritten bulgarischen Liga.
Botew Plowdiw stieg mit 114 Punkten aus 38 Spielen souverän in die zweite Liga auf, für die mit dem international erfahrenen Petar Chubtschew ein neuer Trainer verpflichtet wurde. Nach dessen Entlassung im Oktober 2011 erreichte Botew unter der Clublegende Kostadin Vidolov den Aufstieg in die erste Liga. Dort gelang unter dem neuen Trainer Stanimir Stoilov und mit Jungtalenten wie Todor Nedelew auf Anhieb der vierte Platz, durch den Botew in der Saison 2013/14 an der UEFA Europa League teilnehmen konnte. In der 3. Qualifikationsrunde schied Botew ungeschlagen gegen den VfB Stuttgart aus.
Der Verein überzeugte klar im bulgarischen Pokalwettbewerb in der Saison 2013/14 und schied sehr knapp als Finalist gegen den UEFA Europa League 2013/14 Achtelfinalteilnehmer Ludogorez Rasgrad mit einer 1:0-Niederlage am 15. Mai 2014 aus. Aufgrund des Erreichens des Finales war der Verein ein gesetzter Teilnehmer in der ersten Runde der Qualifikationsspiele zur UEFA Europa League 2014/15.
Am 17. Juli 2014 gewann Plowdiw in der Stadt Burgas im Hinspiel der zweiten EL-Qualifikationsrunde mit 2:1 gegen den niederösterreichischen Erst-Liga-Club SKN St. Pölten.

## Umbau des Stadions und Sportanlagen
Im 26. März 2012 begann ein großer Umbau des Stadions, der durch den neuen Besitzer des Vereins Zwetan Wassilew unterstützt wurde. Nach Schätzungen soll der Umbau rund 20 Millionen bulgarische Lewa kosten und Ende 2014 abgeschlossen werden. Der Umbau beinhaltet den Ersatz des Feldes und das Bereitstellen von modernen Entwässerungssystemen und Heizungsanlagen, während die bestehende Osttribüne renoviert und mit Ankleideräumen, Räumen zur Dopingkontrolle und Arztpraxis ausgestattet sein wird.
Die nachfolgenden Stufen beinhalten eine vollständige Vergrößerung des Sportfelds, einen Neubau der Süd- und Nordkurve sowie der Haupttribüne. Diese wird um 10 Meter nach innen verschoben. Der Zugang zu den Logen erfolgt über die Fassade, die gemeinsam mit dem Denkmal von Christo Botew an das alte Erscheinungsbild erinnern wird.
Nach dem Umbau des „College“ wird das Stadion über 18.000 Sitzplätze, davon 120 VIP-Plätze, verfügen. 80 % der Plätze werden überdacht sein.
Die Bereiche unter der Tribüne erheben sich auf drei Ebenen. Diese werden Umkleideräume, medizinische Einrichtungen, Veranstaltungsräume, Einrichtungen für Medienvertreter, vier Sporthallen, Museum, Fanshop, Bäder und Terrassen beinhalten.

### Der neue Fußball-Komplex „Botew-1912“
Der in der Ortschaft Komatevo gelegene Komplex „Botew-1912“ ist mit modernen Trainingsstätten und Hotel ausgestattet. 2013 wurde der Fußball-Komplex „Botev-1912“ als „Beitrag zur Entwicklung des bulgarischen Fußballs“ ausgezeichnet. Der groß angelegte Umbau des Stadions dient zudem der Talentförderung.

## Kader 2025/26
Stand: 5. August 2025
| Nr. |                | Position | Name              |
| --- | -------------- | -------- | ----------------- |
| 1   | Bulgarien      | TW       | Hristiyan Slavkov |
| 2   | Brasilien      | AB       | Gabriel Noga      |
| 3   | Nigeria        | MF       | Emmanuel John     |
| 4   | Kroatien       | AB       | Nikola Soldo      |
| 5   | Bulgarien      | AB       | Martin Georgiev   |
| 6   | Bulgarien      | AB       | Andrej Jordanow   |
| 7   | Bulgarien      | MF       | Nikola Iliew      |
| 8   | Bulgarien      | MF       | Todor Nedelev     |
| 9   | Bulgarien      | ST       | Dimitar Mitkow    |
| 10  | Bulgarien      | MF       | Iwelin Popow      |
| 11  | Brasilien      | ST       | Tailson           |
| 13  | Bulgarien      | MF       | Martin Sitev      |
| 13  | Bulgarien      | MF       | Samuil Tsonov     |
| 14  | Elfenbeinküste | MF       | Baba N'Diaye      |

| Nr. |              | Position | Name                     |
| --- | ------------ | -------- | ------------------------ |
| 15  | Bulgarien    | AB       | Dimitar Avramov          |
| 17  | Bulgarien    | AB       | Nikolaj Minkow           |
| 19  | Bulgarien    | ST       | Mariyan Vangelov         |
| 20  | Bulgarien    | ST       | Stiwan Petkow            |
| 20  | Bulgarien    | AB       | Gabriel Zlatanov         |
| 21  | Bulgarien    | TW       | Nikolay Prandzhev        |
| 22  | Frankreich   | AB       | Enock Kwateng            |
| 25  | Nigeria      | MF       | Abraham Ojo              |
| 27  | Bulgarien    | MF       | Emil Martinow            |
| 28  | Portugal     | MF       | Henrique Jocú            |
| 29  | Bulgarien    | TW       | Daniel Naumow            |
| 38  | Griechenland | AB       | Konstantinos Balogiannis |
| 42  | Bulgarien    | AB       | Ivaylo Videv             |
| 99  | Montenegro   | ST       | Aleksa Maraš             |

## Erfolge
- Bulgarischer Meister (2): 1929, 1967
- Bulgarischer Pokalsieger (2): 2017, 2024
- Bulgarischer Supercupsieger (1): 2017
- Sowjetarmee-Pokalsieger (2): 1962, 1981
- Balkanpokal (1): 1972

## Europapokalbilanz
| Saison  | Wettbewerb                    | Runde                  | Gegner              | Gesamt    | Hin     | Rück    |
| ------- | ----------------------------- | ---------------------- | ------------------- | --------- | ------- | ------- |
| 1962/63 | Europapokal der Pokalsieger   | 1. Runde               | Steaua Bukarest     | 7:4       | 2:3 (A) | 5:1 (H) |
| 1962/63 | Europapokal der Pokalsieger   | 2. Runde               | Shamrock Rovers     | 5:0       | 4:0 (A) | 1:0 (H) |
| 1962/63 | Europapokal der Pokalsieger   | Viertelfinale          | Atlético Madrid     | 1:5       | 1:1 (H) | 0:4 (A) |
| 1967/68 | Europapokal der Landesmeister | 1. Runde               | Rapid Bukarest      | 2:3       | 2:0 (H) | 0:3 (A) |
| 1968/69 | Messestädte-Pokal             | 1. Runde               | Real Saragossa      | (a)3:3(a) | 3:1 (H) | 0:2 (A) |
| 1970/71 | Messestädte-Pokal             | 1. Runde               | Coventry City       | 1:6       | 1:4 (H) | 0:2 (A) |
| 1978/79 | UEFA-Pokal                    | 1. Runde               | Hertha BSC          | 1:2       | 0:0 (A) | 1:2 (H) |
| 1981/82 | Europapokal der Pokalsieger   | 1. Runde               | FC Barcelona        | 2:4       | 1:4 (A) | 1:0 (H) |
| 1984/85 | Europapokal der Pokalsieger   | 1. Runde               | US Luxemburg        | 5:1       | 4:0 (H) | 1:1 (A) |
| 1984/85 | Europapokal der Pokalsieger   | 2. Runde               | FC Bayern München   | 3:4       | 1:4 (A) | 2:0 (H) |
| 1985/86 | Europapokal der Landesmeister | 1. Runde               | IFK Göteborg        | 3:5       | 2:3 (A) | 1:2 (H) |
| 1986/87 | UEFA-Pokal                    | 1. Runde               | Hibernians Paola    | 10:00     | 2:0 (A) | 8:0 (H) |
| 1986/87 | UEFA-Pokal                    | 2. Runde               | Hajduk Split        | 3:5       | 1:3 (A) | 2:2 (H) |
| 1987/88 | UEFA-Pokal                    | 1. Runde               | Roter Stern Belgrad | 2:5       | 0:3 (A) | 2:2 (H) |
| 1988/89 | UEFA-Pokal                    | 1. Runde               | FK Dinamo Minsk     | 1:2       | 1:2 (H) | 0:0 (A) |
| 1992/93 | UEFA-Pokal                    | 1. Runde               | Fenerbahçe Istanbul | 3:5       | 1:3 (A) | 2:2 (H) |
| 1993/94 | UEFA-Pokal                    | 1. Runde               | Olympiakos Piräus   | 3:8       | 2:3 (H) | 1:5 (A) |
| 1995/96 | UEFA-Pokal                    | Vorrunde               | Dinamo Tiflis       | 2:0       | 1:0 (H) | 1:0 (A) |
| 1995/96 | UEFA-Pokal                    | 1. Runde               | FC Sevilla          | 1:3       | 0:2 (A) | 1:1 (H) |
| 2013/14 | UEFA Europa League            | 1. Qualifikationsrunde | FK Astana           | 6:0       | 1:0 (A) | 5:0 (H) |
| 2013/14 | UEFA Europa League            | 2. Qualifikationsrunde | HŠK Zrinjski Mostar | 3:1       | 1:1 (A) | 2:0 (H) |
| 2013/14 | UEFA Europa League            | 3. Qualifikationsrunde | VfB Stuttgart       | (a)1:1(a) | 1:1 (H) | 0:0 (A) |
| 2014/15 | UEFA Europa League            | 1. Qualifikationsrunde | AC Libertas         | 6:0       | 4:0 (H) | 2:0 (A) |
| 2014/15 | UEFA Europa League            | 2. Qualifikationsrunde | SKN St. Pölten      | 2:3       | 2:1 (H) | 0:2 (A) |
| 2017/18 | UEFA Europa League            | 1. Qualifikationsrunde | FK Partizani Tirana | 4:1       | 3:1 (A) | 1:0 (H) |
| 2017/18 | UEFA Europa League            | 2. Qualifikationsrunde | Beitar Jerusalem    | 5:1       | 1:1 (A) | 4:0 (H) |
| 2017/18 | UEFA Europa League            | 3. Qualifikationsrunde | Marítimo Funchal    | 0:2       | 0:0 (H) | 0:2 (A) |
| 2022/23 | UEFA Europa Conference League | 2. Qualifikationsrunde | APOEL Nikosia       | 0:2       | 0:0 (H) | 0:2 (A) |
| 2024/25 | UEFA Europa League            | 1. Qualifikationsrunde | NK Maribor          | 4:3       | 2:1 (H) | 2:2 (A) |
| 2024/25 | UEFA Europa League            | 2. Qualifikationsrunde | Panathinaikos Athen | 1:6       | 1:2 (A) | 0:4 (H) |
| 2024/25 | UEFA Conference League        | 3. Qualifikationsrunde | HŠK Zrinjski Mostar | 2:3       | 2:1 (H) | 0:2 (A) |

Gesamtbilanz: 62 Spiele, 23 Siege, 15 Unentschieden, 24 Niederlagen, 92:88 Tore (Tordifferenz +4)

## Sonstiges
- Die Spieler von Botew Plowdiw werden aufgrund der gelb-schwarzen Trikotfarben auch Kanarienvögel genannt.
- Eine seit der offiziellen Einweihung am 2. Juni 1927 vorhandene drei Meter hohe Statue des Namenspatrons Botew steht heute noch vor dem Stadion.